# José Murillo
José Manuel Murillo Morán (Ciudad de Panamá - 24 de febrero de 1995) es un futbolista panameño. Juega como interior izquierdo y actualmente milita en Monagas Sport Club de la Primera División de Venezuela.

## Trayectoria
Debutó en el Chepo FC en el 2013, luego pasó a Plaza Amador donde fue campeón de la LPF Clausura 2016. En Plaza Amador marcó 12 goles. Además fue uno de los jugadores más regulares del equipo del pueblo. A finales del 2017 fue nominado a mejor jugador del torneo panameño.

### Deportivo Municipal
El 10 de enero del 2019 fue oficializado como refuerzo de Deportivo Municipal de cara a la temporada 2019. Compartió equipo con su compatriota Ricardo Buitrago. Jugó la Copa Sudamericana 2019 contra Colón de Santa Fé siendo eliminado.

## Selección nacional
Hizo su debut el 28 de abril de 2016 en un partido amistoso contra Selección de fútbol de Martinica. Posteriormente disputó un partido también de carácter amistoso contra la Selección de fútbol de Guatemala, en donde anotó su primer gol en la selección al minuto 45 y disputó 63 minutos de partido.

### Participaciones en Selección Nacional
| Copa                     | Sede     | Resultado  | Partidos | Goles |
| ------------------------ | -------- | ---------- | -------- | ----- |
| Liga de Naciones 2023-24 | Concacaf | En Disputa | 2        | 0     |

### Goles internacionales
| Núm. | Fecha              | Lugar                                                | Rival     | Gol | Resultado | Competición |
| ---- | ------------------ | ---------------------------------------------------- | --------- | --- | --------- | ----------- |
| 1    | 5 de marzo de 2020 | Estadio Doroteo Guamuch Flores, Guatemala, Guatemala | Guatemala | 0-1 | 0-2       | Amistoso    |

## Clubes
| Club                      | País      | Año             |
| ------------------------- | --------- | --------------- |
| Chepo F. C.               | Panamá    | 2013 - 2015     |
| C. D. Plaza Amador        | Panamá    | 2016 - 2018     |
| Deportivo Municipal       | Perú      | 2019            |
| C. D. Plaza Amador        | Panamá    | 2020            |
| Comunicaciones (Préstamo) | Guatemala | 2020 - 2021     |
| C. D. Plaza Amador        | Panamá    | 2021 - 2023     |
| Monagas S. C.             | Venezuela | 2024 - Presente |

## Estadísticas
| Club                | Temporada | Campeonato | Campeonato | Copa Nacional | Copa Nacional | Copa Internacional | Copa Internacional | Total | Total |
| Club                | Temporada | PJ         | G          | PJ            | G             | PJ                 | G                  | PJ    | G     |
| ------------------- | --------- | ---------- | ---------- | ------------- | ------------- | ------------------ | ------------------ | ----- | ----- |
| Chepo F. C.         |           |            |            |               |               |                    |                    |       |       |
| 2012-2013           | 5         | 0          | -          | -             | -             | -                  | 5                  | 0     |       |
| 2013-2014           | 8         | 0          | 1          | 0             | -             | -                  | 9                  | 0     |       |
| 2014-2015           | 11        | 0          | 3          | 0             | -             | -                  | 14                 | 0     |       |
| Total               | 24        | 0          | 4          | 0             | 0             | 0                  | 28                 | 0     |       |
| C. D. Plaza Amador  |           |            |            |               |               |                    |                    |       |       |
| 2015-2016           | 36        | 3          | -          | -             | -             | -                  | 36                 | 3     |       |
| 2016-2017           | 18        | 0          | -          | -             | 1             | 0                  | 19                 | 0     |       |
| 2017-2018           | 30        | 6          | -          | -             | 6             | 2                  | 36                 | 8     |       |
| 2018-2019           | 15        | 3          | -          | -             | -             | -                  | 15                 | 3     |       |
| Total 1ra etapa     | 99        | 12         | 0          | 0             | 7             | 2                  | 106                | 14    |       |
| Deportivo Municipal | 2019      | 29         | 2          | 4             | 1             | 2                  | 0                  | 35    | 3     |
| Deportivo Municipal | Total     | 29         | 2          | 4             | 1             | 2                  | 0                  | 35    | 3     |
| C. D. Plaza Amador  |           |            |            |               |               |                    |                    |       |       |
| 2020                | 7         | 2          | -          | -             | -             | -                  | 7                  | 2     |       |
| 2021                | 32        | 1          | -          | -             | 2             | 0                  | 34                 | 1     |       |
| 2022                | 29        | 2          | -          | -             | 0             | 0                  | 29                 | 2     |       |
| 2023                | 21        | 8          | -          | -             | -             | -                  | 21                 | 8     |       |
| Total 2da etapa     | 89        | 13         | 0          | 0             | 2             | 0                  | 91                 | 13    |       |
| Comunicaciones      | 2020-21   | 14         | 1          | -             | -             | 1                  | 1                  | 15    | 2     |
| Comunicaciones      | Total     | 14         | 1          | 0             | 0             | 1                  | 1                  | 15    | 2     |

## Palmarés
| Equipo          | Torneo              | Año  |
| --------------- | ------------------- | ---- |
| CD Plaza Amador | Torneo Clausura LPF | 2016 |
| CD Plaza Amador | Torneo Apertura LPF | 2021 |

- Datos: Q61859058